# Zwarte bamboe
De zwarte bamboe (Phyllostachys nigra) is een bamboesoort van het geslacht Phyllostachys.
Zwarte bamboe is een donkerstammige en een rizoomvormende soort die in pollen groeit. Hij wordt gemiddeld 5 meter hoog in Nederland, maar in tropische klimaten kan hij hoger worden.
Hij is populair als tuinplant vanwege de zwarte stelen en het luchtige uiterlijk. Het eerste jaar zijn de stelen nog groen, maar in het tweede levensjaar van de stengels worden ze langzaam steeds zwarter.
Hij wordt vermeerderd door een paar rizomen af te steken, of de pol te delen in meerdere stukken.